# Compromesso storico

Roma, 28 giugno 1977. Una stretta di mano tra il segretario comunista Enrico Berlinguer e il presidente democristiano Aldo Moro, i principali fautori dell'opera di riavvicinamento tra le rispettive (e opposte) forze politiche, il Partito Comunista Italiano e la Democrazia Cristiana.

Il compromesso storico è stato il tentativo, sviluppatosi negli anni settanta, del Partito Comunista Italiano di trovare un accordo politico con la Democrazia Cristiana per raggiungere posizioni di governo. Questa politica non portò mai il Partito Comunista a partecipare al governo in una grande coalizione ai sensi del cosiddetto consociativismo.
Nel 1973, Enrico Berlinguer, segretario del PCI dall'anno prima, propose il "compromesso storico" sulla rivista Rinascita, riflettendo sul colpo di Stato in Cile.
A tale ipotesi corrispondeva, inoltre, l'abbandono definitivo della strategia di una "alternativa di Sinistra", che prevedeva l'alleanza tra il PCI e il PSI, e che veniva concretamente attuata a livello locale.

## Motivazioni
La proposta di Enrico Berlinguer alla Democrazia Cristiana per una collaborazione di governo doveva interrompere la cosiddetta conventio ad excludendum del secondo partito italiano dal governo, cioè l'esclusione del PCI dalle maggioranze di governo nazionale a causa della sua vicinanza con l'Unione Sovietica, in tal modo inoltre il PCI avrebbe sostituito il PSI nelle posizioni di governo, relegando quest'altro partito della sinistra italiana in una posizione minoritaria, rispetto a un'alleanza DC-PCI.
Con tale collaborazione affermava di voler mettere al riparo la democrazia italiana da pericoli di involuzione autoritaria e dalla strategia della tensione che insanguinava il paese dal 1969. Berlinguer al contempo affermava nei suoi interventi pubblici l'indipendenza dei comunisti italiani dall'Unione Sovietica e il desiderio di rendere il suo partito una forza della società occidentale.
Il "compromesso storico" venne proposto da Enrico Berlinguer con il saggio "Riflessioni sull'Italia dopo i fatti del Cile" pubblicato in tre articoli sulla rivista Rinascita a commento del golpe cileno del 1973, che aveva portato le forze reazionarie interne, in collaborazione con gli Stati Uniti, a rovesciare il governo del socialista Salvador Allende (11 settembre 1973):
1. Rinascita n° 38 del 28 settembre 1973: "Imperialismo e coesistenza alla luce dei fatti cileni - Necessaria una riflessione attenta sul quadro mondiale";
2. Rinascita n° 39 del 5 ottobre 1973: "Via democratica e violenza reazionaria - Riflessione sull'Italia dopo i fatti del Cile";
3. Rinascita n° 40 del 12 ottobre 1973: "Alleanze sociali e schieramenti politici - Riflessioni sull'Italia dopo i fatti del Cile".

Allende era stato eletto nel 1970 vincendo di misura, e il suo governo dovette subire per tre anni violenti attacchi dalle opposizioni, prima di essere rovesciato dal sanguinoso colpo di stato. Berlinguer scriveva quindi che in Italia "sarebbe del tutto illusorio pensare che, anche se i partiti e le forze di sinistra riuscissero a raggiungere il 51 per cento dei voti e della rappresentanza parlamentare [...], questo fatto garantirebbe la sopravvivenza e l’opera di un governo che fosse l’espressione di tale 51 per cento", da qui la necessità di una maggioranza che comprendesse PCI e DC, i cui voti alle elezioni del 1972 sommavano a circa il 65 per cento.
Per quanto concerne gli obiettivi, sebbene vi fosse una condivisione della diagnosi sulla debolezza e sulla crisi della democrazia partitica, le finalità del PCI si differenziavano nettamente da quelle proposte da Aldo Moro. Per il leader della Democrazia Cristiana, la "terza fase" non si limitava esclusivamente all’intesa tra il suo partito e quello comunista, ma implicava il coinvolgimento di tutte le forze politiche della Repubblica. Pertanto, per Moro, la "terza fase" riguardava l'intero sistema politico. Nella visione del democristiano, questa fase rappresentava una soluzione transitoria, finalizzata a un’eventuale democrazia dell’alternanza; tuttavia, era soprattutto una necessità, derivante da una concezione della democrazia come fragile e peculiare, che necessitava di essere tutelata tramite l’accordo e la cooperazione tra i principali partiti, in quanto rappresentanti delle masse popolari. Non avendo ottenuto la collaborazione sperata da tutte le forze politiche, oltre alla DC e al PCI, la "terza fase" si configurò piuttosto come una fase di stallo, causata dal collasso degli equilibri politici preesistenti e dalla mancanza di alternative chiare e predefinite. Gli obiettivi di Enrico Berlinguer coincisero con quelli di Moro esclusivamente riguardo alla necessità di una democrazia inclusiva di tutti i partiti. Il leader della DC si rese altresì conto che l'unica strada percorribile per tutti era quella di un adeguamento ai rapidi e tumultuosi cambiamenti sociali in corso.

## Accoglienza e sviluppi
La scelta di Berlinguer, fondamentalmente legata alla politica di eurocomunismo, non riscontrò i favori dell'area di sinistra del suo partito poiché prevedeva un distacco dall'URSS, condizione preordinata e necessaria per superare l'esclusione.
La proposta del compromesso storico fu vista negativamente dal Partito Socialista Italiano e in particolare da diversi suoi esponenti come Bettino Craxi e Riccardo Lombardi, che vedevano in questo disegno un chiaro tentativo di marginalizzare il PSI e di allontanare definitivamente l'idea di un'alternativa di sinistra di governo, che includesse anche il PCI,  ma con la guida dei socialisti.
L'appoggio al compromesso trovò invece una sponda nell'area di sinistra della DC che aveva come riferimenti il presidente del partito Aldo Moro e il segretario Benigno Zaccagnini, ma non ebbe l'avallo dall'ala destra della DC, rappresentata da Giulio Andreotti. Lo stesso Andreotti in un'intervista dichiarò: "secondo me, il compromesso storico è il frutto di una profonda confusione ideologica, culturale, programmatica, storica. E, all'atto pratico, risulterebbe la somma di due guai: il clericalismo e il collettivismo comunista."
Un compromesso minimo si raggiunse tuttavia proprio mediante l'appoggio esterno assicurato dal PCI al governo monocolore DC di Solidarietà Nazionale, guidato da Giulio Andreotti nel 1976. Questa stagione politica caratterizzata dal coinvolgimento del partito comunista nella maggioranza di governo venne detta della "solidarietà nazionale" o dei "Governi della non sfiducia". 
In realtà quello che si realizza dopo le elezioni del 1976 è diverso sia dall’idea di compromesso storico di Enrico Berlinguer, e sia in qualche misura anche da ciò che Aldo Moro appunto definiva terza fase.
Nel 1978 questo governo si dimise per consentire un ingresso più organico del PCI nella maggioranza, pur senza avere ministri nel governo Andreotti IV.
L'incontro comunque problematico fra PCI e DC spinse l'estrema sinistra a boicottare il PCI e portò i militanti delle Brigate Rosse a rapire (e in seguito a uccidere) Aldo Moro proprio nel giorno del primo dibattito sulla fiducia al nuovo governo Andreotti, il 16 marzo 1978. 
Dopo circa un anno, il PCI tolse il sostegno al governo Andreotti in opposizione allo SME, essendo insoddisfatto dalla mancanza di influenza sulla linea del governo, e passò nuovamente all'opposizione. Senza l'appoggio di Moro al compromesso storico,La Democrazia Cristiana mise fine definitivamente alla linea della "terza fase" durante il XIV Congresso del febbraio 1980, quando l'alleanza tra dorotei, fanfaniani, Proposta e Forze nuove ottenne il 57,7% dei voti e approvò il cosiddetto «preambolo» al documento finale, che escludeva qualsiasi alleanza con il PCI. L'opposizione, composta dall'area Zaccagnini e dagli andreottiani, ricevette il 42,3%. Per la sinistra sociale della DC, rappresentata da Forlani e Piccoli, questa decisione segnò la fine della "solidarietà nazionale", che rischiava di ridurre il partito dei cattolici a una posizione subalterna rispetto all’"egemonia gramsciana" e alla forza organizzativa e elettorale del PCI.
Dopo il Preambolo, ebbe inizio quella che Macaluso definisce la seconda svolta di Salerno, il 28 novembre 1980 Berlinguer annunciò di voler abbandonare la linea del compromesso storico per abbracciare quella dell'«alternativa democratica», per cui l'obiettivo diventava la ricerca di governi di solidarietà nazionale che escludessero la DC. In realtà Berlinguer e il PCI non abbandonarono mai realmente la strategia di alleanza con la DC riproponendola ciclicamente per tutto il decennio, impendendo  nei fatti lo sviluppo di qualsiasi strategia alternativa, in particolare quella dell'alternativa di sinistra, a causa delle diffidenze generate da questa ambivalenza.
L’idea del «compromesso storico», mai realmente attuato, morì quindi insieme a uno dei suoi ideatori il 9 maggio 1978. La situazione all’indomani della morte di Moro vedeva Pci e Psi su due fronti ideologicamente opposti, già delineatasi durante i giorni del sequestro. Bettino Craxi, nuovo leader del Psi dal 1976, nutriva una certa concorrenzialità nei confronti dei comunisti. Ugo La Malfa, segretario del Partito repubblicano e unico possibile sostenitore del Pci, uscirà presto di scena condannando nuovamente all’isolamento il Pci, che tornerà all’opposizione nel 1979. La «solidarietà nazionale» di conseguenza collassò. La Dc, l’odiato partito di governo, «l’amico dei padroni, il servo degli americani, il simbolo del potere politico corrotto, clientelare e mafioso che il sacrificio di Moro non pagò il riscatto di tutte le sue colpe», ne uscì distrutta.